# Wanchalearm Satsaksit
Wanchalearm Satsaksit (* Ubon, Thajsko) je thajský prodemokratický aktivista. 

## Život
Po vojenském puči v roce 2014 Thajsko opustil a žil v exilu v kambodžském Phnompenhu. Dne 3. června 2020 umístil na Facebook video kritizující thajského premiéra, jímž byl Prajutch Čan-Oča. O den později byl ozbrojenými muži unesen a od té doby je nezvěstný.
Wanchalearm Satsaksit patří k devíti thajským aktivistům, kteří se uchýlili do exilu v okolních zemích, ale během následujících let se stali nezvěstnými. V případě dvou z nich je potvrzeno, že byli zavražděni.